# ʄ
La J sin punto cruzada con barra o F caída y cruzada (Minúscula: ʄ), es una letra adicional del alfabeto latino que se utiliza en el Alfabeto Fonético Internacional.

## Uso
En el Alfabeto Fonético Internacional, [ʄ] representa una implosiva palatal sonora. El símbolo fue adoptado tras la Convención de Kiel en 1989 y se compone de una j sin punto tachada (también llamada f caída) ‹ɟ› y una cruz (que indica pronunciación implosiva).

## Codificación
se puede representar con los siguientes caracteres Unicode (Alfabeto Fonético Internacional):
| Carácter      | ʄ                                                 | ʄ                                                 |
| ------------- | ------------------------------------------------- | ------------------------------------------------- |
| Unicode       | LATIN SMALL LETTER DOTLESS J WITH STROKE AND HOOK | LATIN SMALL LETTER DOTLESS J WITH STROKE AND HOOK |
| Codificación  | decimal                                           | hex                                               |
| Unicode       | 644                                               | U+0284                                            |
| UTF-8         | 202 132                                           | CA 84                                             |
| Ref. numérica | &#644;                                            | &#x284;                                           |